# あばれ駒
『あばれ駒』は、1982年7月21日に ビクターより発売された橋幸夫の147枚目のシングル（SV-7232）。

## 概要
- 1960年7月5日『潮来笠』でビクターからデビューし、数々の記録を達成した橋幸夫であるが、本楽曲が（前期）ビクター時代の最後の楽曲となった。
- 作詞はたかたかし、作曲は市川昭介で、橋とは初めての共演である。この頃、恩師の吉田正の創作活動は減少、橋とも前年81年の『昭和音頭』でヒット賞を獲得して以来、共演はない[2]状態であった。
- 詩は将棋棋士の坂田三吉をモチーフにし、67年の橋の楽曲で殺陣師段平を取り上げた『殺陣師一代』を彷彿させる内容となっている。橋は「夏中キャンペーンもやって、これは結構売れた」と回想している[3]。
- この後、ビクターの契約更新で、合意に達せず、橋は後援会会長であった佐川清（佐川急便会長）がこの年に創設したレコード製作会社「リバスター」に移籍、ビクターから離れることとなる[3]。
- 佐川清は、橋の最初の恩師遠藤実の縁で、この時後援会長を務めていた[4]。
- たかたかしは、この後のリバスター時代の最初のアルバム『新しい出発・・・ささえ』にも詩を提供し、市川昭介とは、『日本列島三度笠』などで共演、また、たか・市川コンビの「渡り鳥仁義」をアルバムのなかでカバーしている。
- 楽曲の振付は、松若寿恵由で、ジャケットの2頁にわたって分解写真入りで解説されている。
- 本楽曲が橋の前期ビクター時代の最後の楽曲で、前期ビクター時代の最後のヒット賞受賞曲となった。
- c/wの「能取岬」も作詞たかたかし、作曲市川昭介で、A面と同じである。編曲は前田俊明で79年の『大東京音頭』で共演しており、この後、リバスター時代には30周年記念のシングルやアルバムでも共演することになる。

## 収録曲
1. あばれ駒
作詞： たかたかし、作曲：市川昭介、編曲：馬場良
2. 能取岬
作詞：たかたかし、作曲：市川昭介、編曲：前田俊明

## 収録アルバム
最近のベストアルバムへの収録はないが、これまでの収録は以下のとおり
- 『＜BEST ONE＞』（1996年10月23日）VICL-816
- 『橋幸夫全曲集』 (1990年10月25日)　VICL-74
- 『橋幸夫／全曲集』（1985年11月05日）VDR-1095